# Усадьба Говоровых
Усадьба Говоровых — имение XIX века в селе Танковое Бахчисарайского района Крыма, в начале XX века распроданное под дачные участки, из которых известен «дом Топалова» («дача Топалова») — особняк постройки конца XIX века — начала XX века, памятник градостроительства и архитектуры регионального значения, расположеный по адресу село Танковое, ул. Ялтинская, 25, литер «А».
Усадебный дом Говоровых до наших дней не сохранился, остались некоторые хозяйственные постройки, приспособленные для различных нужд. Здание, фигурирующее во многих туристических источниках и даже в официальных документах как «жилой дом генерал-майора Н. А. Говорова» является «дачей Топалова», построенной на рубеже XIX—XX веков, хотя распространена ошибочная версия, что дача Топалова и есть говоровский особняк.

## Имение Говоровых
Владельцем имения в селении Биюк-Сюйрень Иван Петрович Говоров, тогда подполковник, служивший с 1797 года в Севастопольском мушкетёрском полку, стал на рубеже XVIII—XX веков (согласно Ведомости о всех селениях в Симферопольском уезде состоящих с показанием в которой волости сколько числом дворов и душ… от 9 октября 1805 года земли селения уже принадлежали Н. А. Говорову). До него Биюк-Сюйренью, до 1774 года входившей в Эялет Кефе Османской империи, владел основатель Одессы Осип Дерибас. По свидетельству Эвлии Челеби, в XVII веке Сюйрени находился один из ханских дворцов с «прекрасно украшенными комнатами». Чин генерал-майора И. П. Говоров получил, по одним данным, в 1799 году, по другим — 16 мая 1803 года. Шарль Монтандон в своём «Путеводителе путешественника по Крыму, украшенный картами, планами, видами и виньетами…» 1833 года упоминал имение
…деревня… бросается в глаза благодаря загородному дому г-на Гл. Говорова, владельца больших площадей окрестной земли и виноградников, которые видны поблизости.
Выше находятся другие дачи…
У Ивана Говорова и его жены Екатерины Федоровны были три сына: Александр, Павел, Константин и четыре дочери: Мария, Любовь, Анна, Екатерина. Старший, Александр, георгиевский кавалер, дослужившийся до полковника, в 1831 году вступил в наследство оставшимся ему от родителей имения. В 1833 году Александр Иванович уволился со службы по болезни, в Крыму был избран предводителем Симферопольского уездного дворянства. Из-за последствий болезней, полученных в годы службы, он умер в 1847 году в возрасте 52 лет. Следующим владельцем имения, по достижении совершеннолетия, стал его сын Николай Александрвич, 1841 года рождения.
В 1855 году, во время Крымской войны, в имении Говоровых неоднократно бывал подпоручик артиллерии Л. Н. Толстой, чей горный артиллерийский взвод располагался недалеко, в Бельбекской долине. В годы войны усадьба сильно пострадала от пребывания в нём войск — имение «было занято войсками сейчас же после Альминского сражения. Лес и фруктовые деревья в саду, за недостатком топлива, были вырублены, садовые ограды разобраны на постройку землянок, господский дом и все службы разорены. Тоже произошло и с крестьянскими домами», а в зданиях размещался госпиталь для раненых из Севастополя, но Говоровы позднее отказались от положеной им компенсации за убытки и восстановили всё на собственные средства.
3 июля 1877 года Николай Александрович Говоров венчался первым браком с княгиней Стефанией Ксаверьевной Куприевой, в 1878 году у супругов родился сын Николай. К 1900 году Стефания Ксаверьевна овдовела и владела имением с фруктовым садом, виноградниками, мельницей и лавкой, общей площадью 1185 десятин, совместно с детьми Николаем Николаевичем и Раисой Николаевной.
В начале XX века единственным и последним владельцем имения в 1185 десятин, из которых — 50 десятин фруктового сада, 30 десятин под виноградником, 300 десятин дубового леса и 160 десятин пашни числился Николай Николаевич Говоров. Ещё с конца XIX — в начале XX века земли имения распродавались Говоровыми под дачи мелкими участками, среди которых «выделялась красивая и стильная» дача Топалова с садом в 16 десятин. В оригинальной архитектуре здания перемешаны восточные мотивы и характерные для немецких замков черты, с выделяющимися декоративными деревянными: карнизами и колоннами. Сам Николай Говоров владел лишь садом в 5,74 десятины.

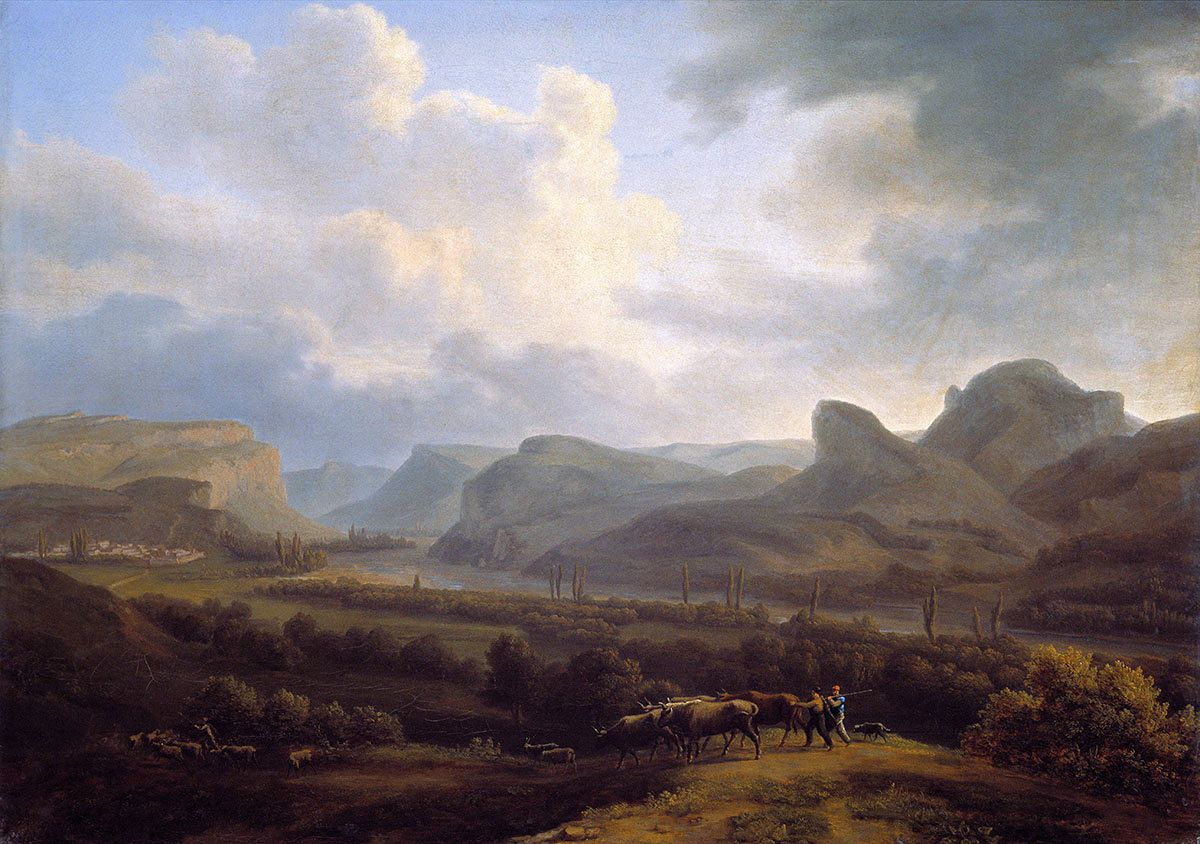
Жак-Кристоф Мивилль. Вид Бельбекской долины, 1818 г.
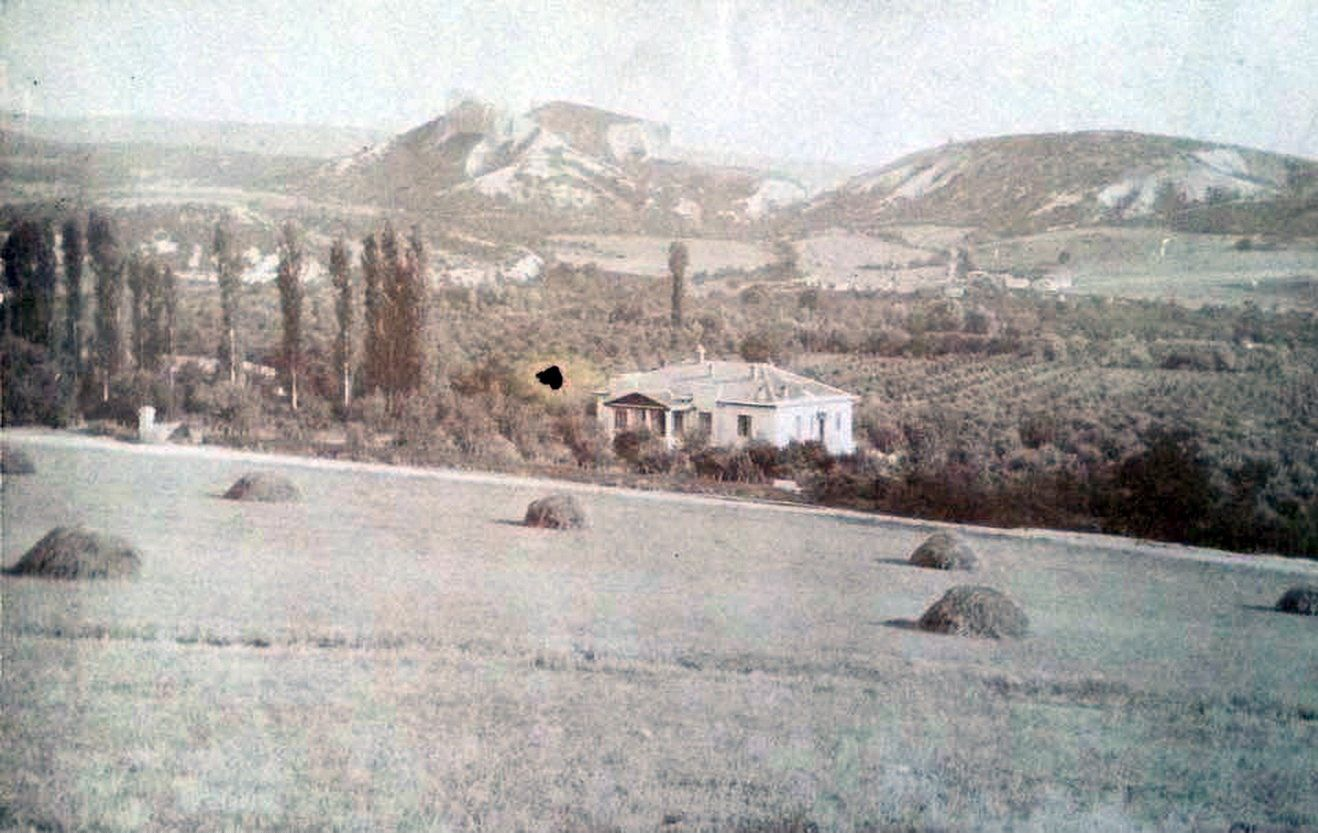
Предположительно, одно из зданий имения Говоровых, около 1915 года..
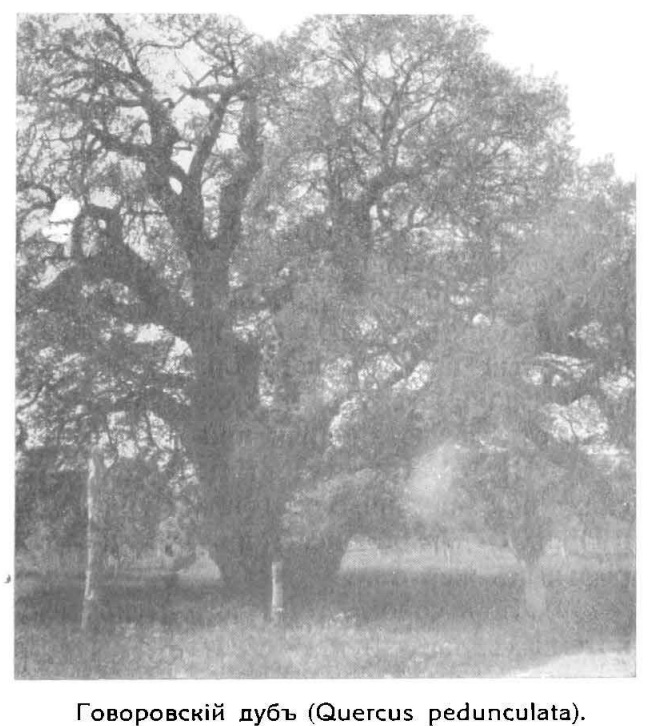
Фото из книги Симиренко Л. П. Крымское промышленное плодоводство
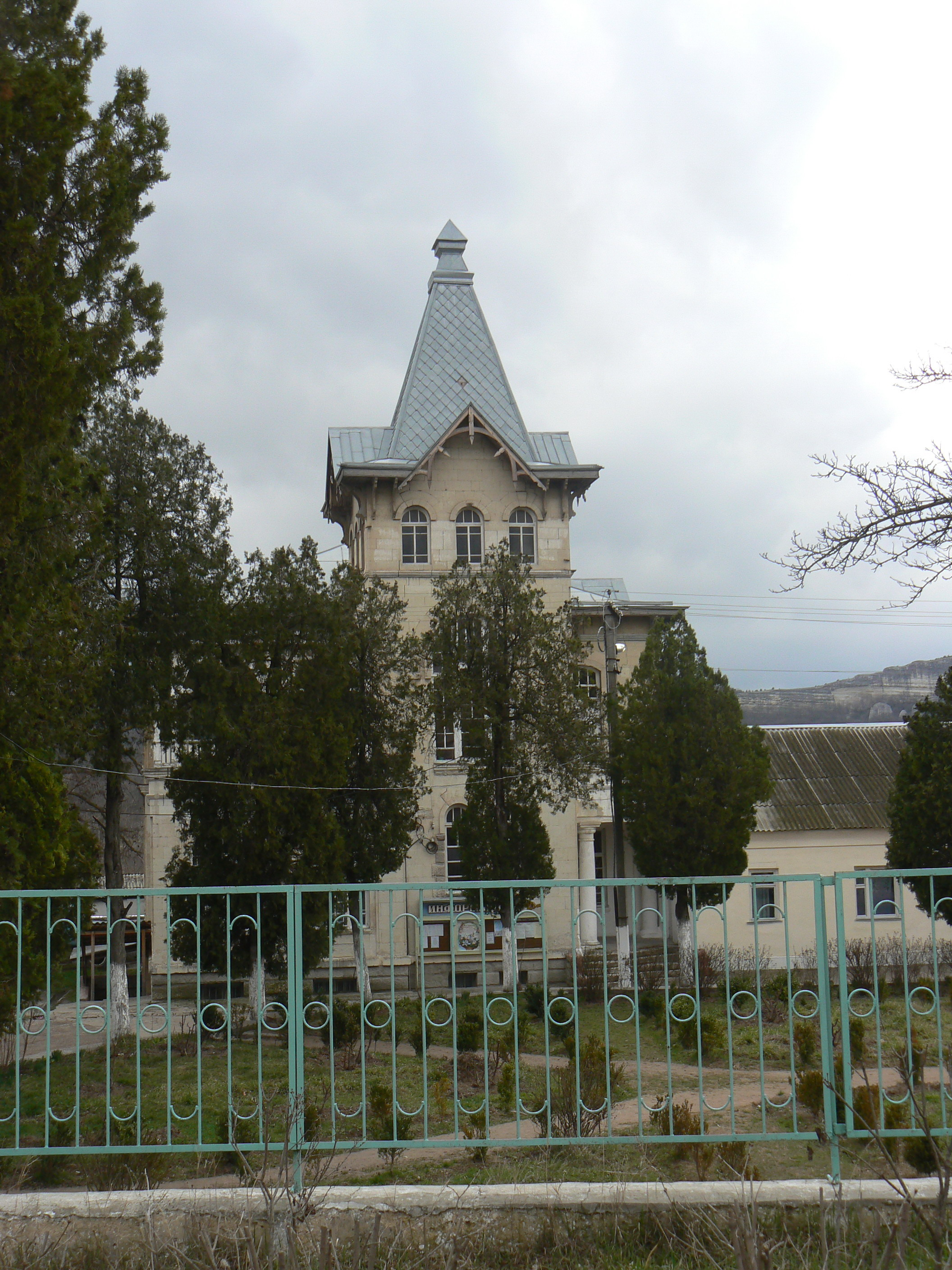
Гимназия-интернат для одаренных детей в здании дачи Топалова

## После революции
О судьбе Говоровых и их имения после установления в Крыму Советской власти и до освобождения Крыма в Отечественную войну никаких сведений пока нет. Известно лишь, что в 1922 году был уничтожен знаменитый Говоровский дуб, который описывал ещё Пётр Симон Паллас.
 В послевоенный период в бывшей усадьбе устроили детский дом для детей-сирот из Инкермана и Севастополя, впоследствии — школу-интернат для детей с отклонениями в развитии. 13 декабря 1993 года решением правительства Крыма при поддержке турецкого фонда «Чагь огретим ишлетмелери» («Новые технологии в образовании»), связанного с турецким религиозным сообществом Нурджулар, был открыт «Турецкий лицей», в котором обучались только мальчики, с усиленным преподаванием турецкого языка. В настоящее время основное здание дачи Топаловых занимает школа-гимназия для одарённых детей.
Постановлением Совета министров АР Крым от 4 мая 1998 года № 121 «Жилой дом Н. А. Говорова (Топалова), конец XIX в. — начало XX в» объявлен объектом культурного наследия. Постановлением № 627 от 20 декабря 2016 года «Жилой дом генерал-майора Н. А. Говорова» утверждён памятником градостроительства и архитектуры регионального значения.

### Часовня
Во середине XIX века, после Крымской войны, Николай Говоров возвёл над семейным склепом часовню — сейчас это территория сельского кладбища — входившую в приход Албатской Свято-Покровской церкви. Стараниями настоятеля храма в посёлке Куйбышево полуразрушенная часовня восстановлена в первоначальном виде и вновь освящена 1 ноября 2018 года.